# Bocigas de Perales
Bocigas de Perales es una localidad española del municipio de Langa de Duero, perteneciente a la provincia de Soria, en la comunidad autónoma de Castilla y León.

## Geografía
Situado,  en valle del río Perales, afluente por la izquierda del río Arandilla en la cuenca del Duero, al norte de la capital del municipio. Pertenece a la comarca de las Tierras del Burgo.

## Historia
En el censo de 1879, ordenado por el conde de Floridablanca,  figuraba como villa  del Partido de Peñalba en la intendencia de Segovia, con jurisdicción de señorío y bajo la autoridad del alcalde ordinario de señorío, nombrado por el conde de Miranda. Contaba entonces con 287 habitantes.
A la caída del Antiguo Régimen la localidad se constituye en municipio constitucional, en la región de Castilla la Vieja, partido de El Burgo de Osma, que en el censo de 1842 contaba con 46 hogares y 186 vecinos.
Hasta la reforma de la nomenclatura municipal de 1916 el municipio se llamaba simplemente Bocigas. En dicha fecha su nombre fue modificado por el de Bocigas de Perales. A finales del siglo XX este municipio desaparece porque se integra en el municipio de Langa de Duero, contaba entonces con 95 hogares y 359 habitantes.

## Demografía
| Gráfica de evolución demográfica de Bocigas de Perales entre 1842 y 1960 |
| |
| Población de derecho según los censos de población del INE Población de hecho según los censos de población del INEEn estos censos se denominaba Bocigas: 1842, 1857, 1860, 1877, 1887, 1897, 1900 y 1910 Entre el censo de 1970 y el anterior, este municipio desaparece porque se integra en el municipio 42103 (Langa de Duero) |

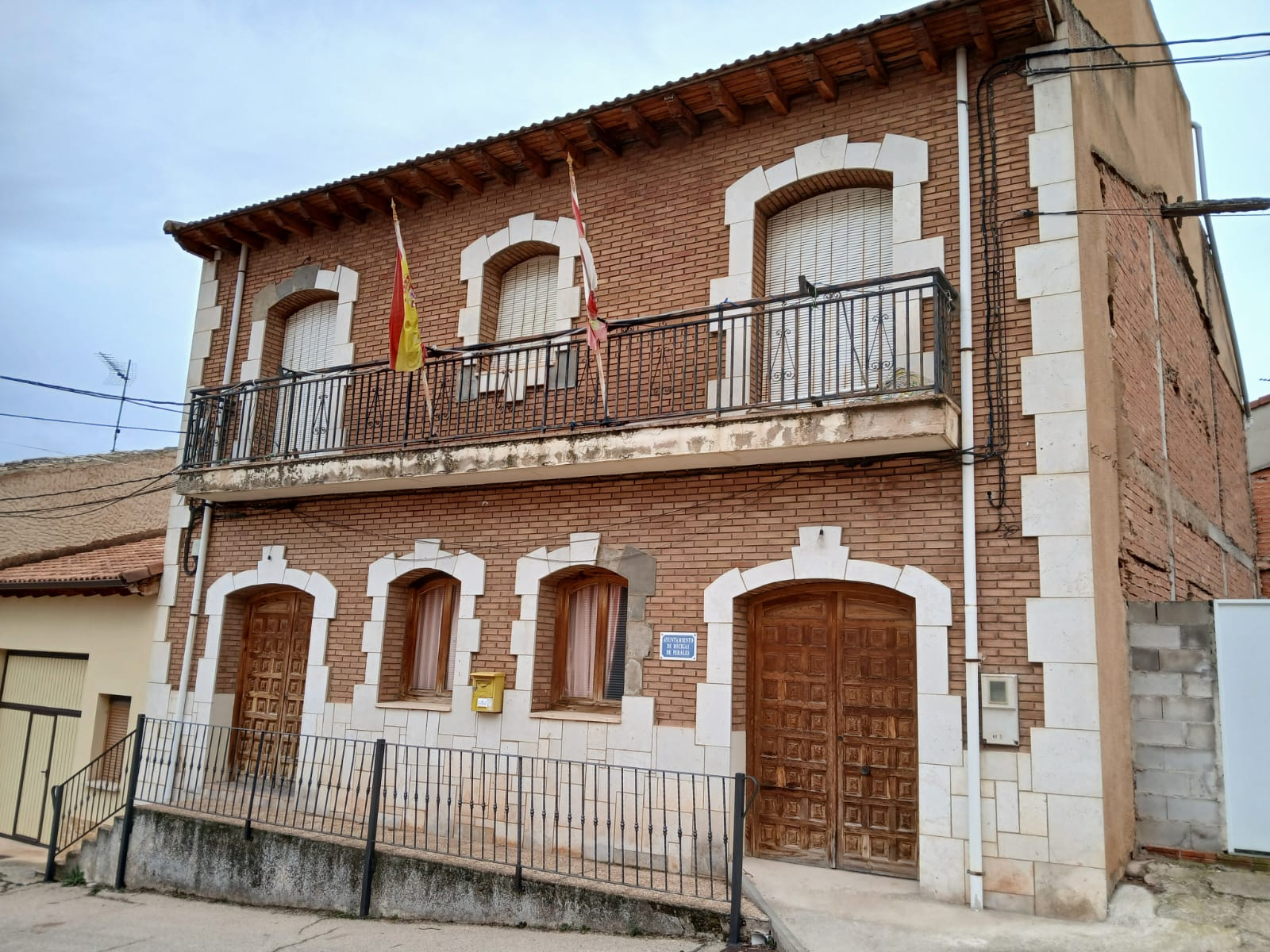
Antiguo ayuntamiento de Bocigas de Perales

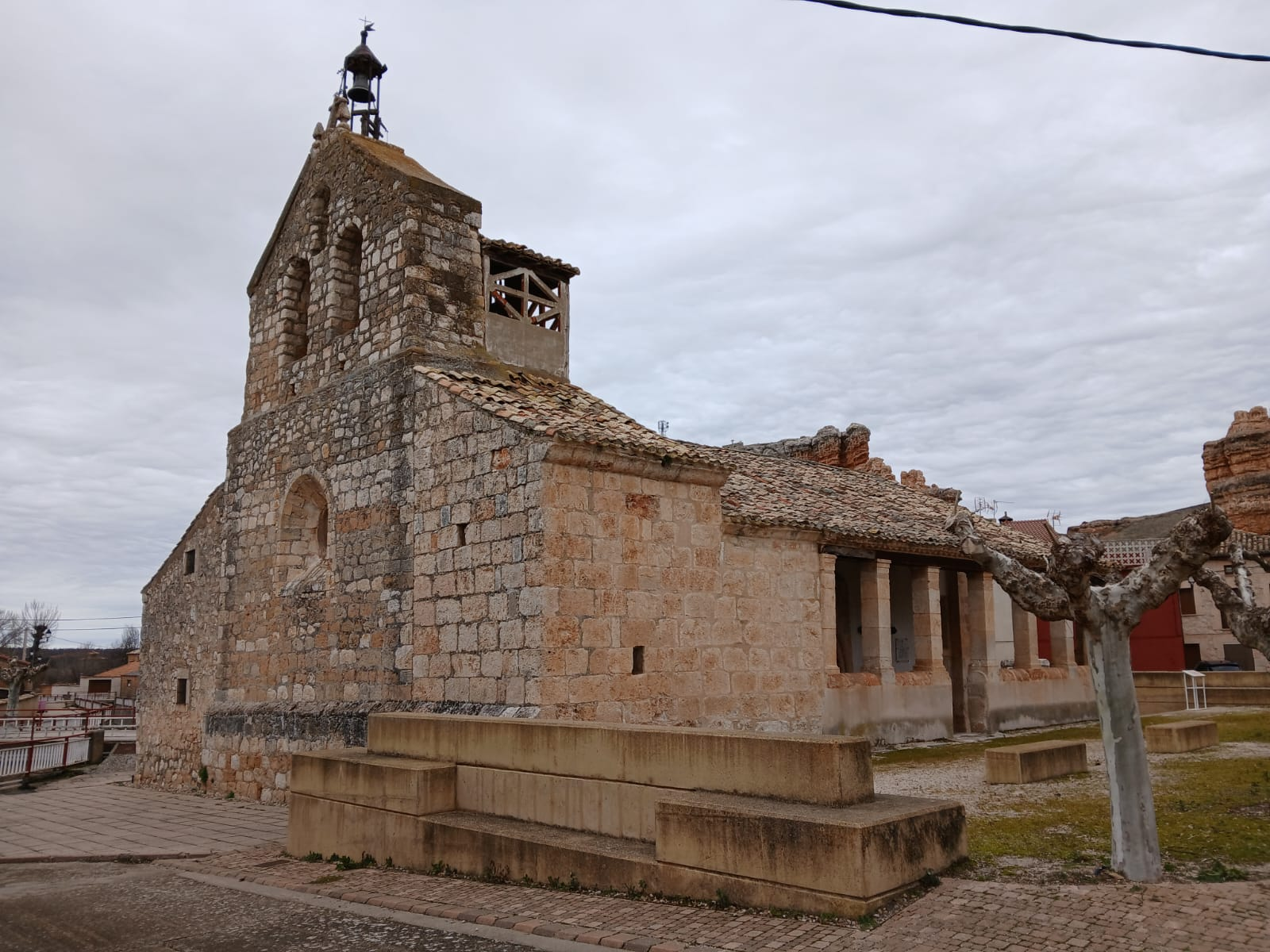
Iglesia de San Pedro

En el año 1981 contaba con 193 habitantes, concentrados en el núcleo principal, pasando a 86 en 2010, 44 varones y 42 mujeres.
| Gráfica de evolución demográfica de Bocigas de Perales entre 2000 y 2010                         |
|                                                                                                  |
| Población de derecho (2000-2010) según los censos de población del INE a 1 de enero de cada año. |

## Fiestas patronales
Se celebran en honor a San Pedro Apóstol generalmente el último fin de semana de junio. También se celebra el primer sábado después del 20 de octubre la fiesta llamada «de frutos cogidos» en honor a la Virgen del Vadillo que tiene su ermita en las afueras del pueblo, junto al cementerio.